# Lefort (1835)

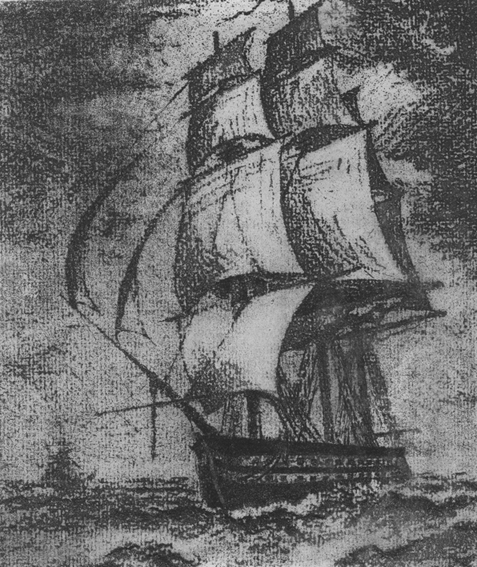
Linjeskeppet Lefort.

Lefort var ett linjeskepp och ett örlogsskepp i den ryska Östersjöflottan. Fartyget var 60 meter långt, 15 meter brett och hade ett deplacement på 3 500 ton. Det var bestyckat med 84 kanoner och sjösattes 1835. Den 22 september (10 september g.s.) 1857 förliste Lefort i en storm utanför Tyterskär i Finska viken då det var på väg från Reval (dagens Tallinn) till Kronstadt utanför Sankt Petersburg. Det fanns 826 människor ombord. Det var 825 av 826 ombordvarande som omkom, 1 person överlevde som höll sig fast i vrakdel och flöt i land till Hogland. Fartyget återupptäcktes i maj 2013.